# Booneacris variegata
Booneacris variegata är en insektsart som först beskrevs av Scudder, S.H. 1897.  Booneacris variegata ingår i släktet Booneacris och familjen gräshoppor. Inga underarter finns listade i Catalogue of Life.